# オットー・ディートリヒ
オットー・ディートリヒ（ドイツ語: Otto Dietrich, 1897年8月31日 - 1952年11月22日）は、ドイツの編集者、政治家。国家社会主義ドイツ労働者党（ナチ党）の幹部で、同党の全国報道指導者、国民啓蒙・宣伝省の次官及び政府報道局長を務めた。陸軍の最終階級は予備役少尉。親衛隊での最終階級は親衛隊大将。

## 来歴

### 生い立ち
1897年、プロイセン王国エッセンで商人の息子として生まれる。グラマースクールに通い、第一次世界大戦が始まるとドイツ陸軍に志願兵として入隊し、西部戦線に従軍した。予備役少尉まで昇進し、一級鉄十字章・二級鉄十字章を受章している。
大戦後にはミュンヘン、フランクフルト・アム・マイン、フライブルクの大学で学び、1921年に政治経済学博士号を取得した。大学卒業後の1922年にエッセン商工会議所で調査アシスタントとして働き、1926年にエッセン・アルゲマイネ・ツァイトゥングで編集員となり、1928年にミュンヘン支社でビジネスと貿易の記事の副編集員となる。また、ライン地方の鉄製品シンジケートの代理人や法律アドバイザーも務めた。

### ナチ党幹部

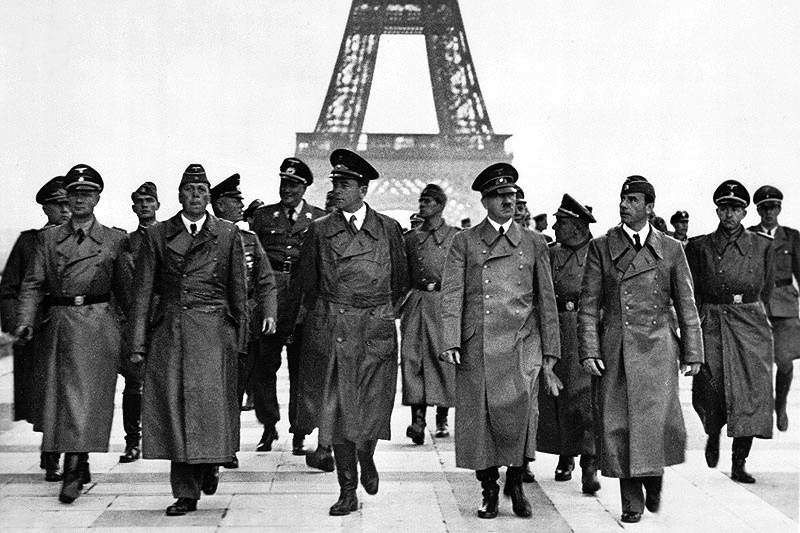
1940年、ヒトラーのパリ視察に同行するディートリヒ（右から2人目）

1929年4月1日にナチ党に入党した（党員番号126,727）。入党後すぐにエッセンに戻り、新たに刊行されたナショナル・ツァイトゥングの副編集長になる。1931年8月1日にナチ党全国報道局長（Reichspressechef）、ナチ党全国指導部の指導団（Führerkorps）長及びナチ党全国指導部の報道事務局長に就任した。
1932年9月12日よりナチ党全国報道事務局長（Reichspressestelle der NSDAP）も務めている。1932年12月24日には親衛隊に入隊した（隊員番号101,349）。1933年6月2日にナチ党全国報道指導者に就任し、4月30日にドイツ報道協会会長に全会一致で選出された。1933年12月に国家報道院副総裁に就任し、1936年3月29日からは国会議員も務めている。
ナチ党のプロパガンダ報道に非凡な才能を発揮した。1934年、アドルフ・ヒトラーがエルンスト・レーム以下の突撃隊幹部を粛清した長いナイフの夜の際には「総統は総統を殺害しようとした党員たちのモラルの低下にショックを受けられた」と報道した。ルドルフ・ヘスが単独飛行した際には「敵領での事故死」と報道している。東部戦線で赤軍に押し返され始めても「ソ連は崩壊した」と報道し続けた。
ディートリヒの職務は、宣伝大臣のヨーゼフ・ゲッベルスや党出版全国指導者のマックス・アマンと被る部分が多く、摩擦もしばしばあったという。1937年にゲッベルスとの間で妥協が成立し、ディートリヒは1938年1月15日には宣伝省次官及び第4部（出版）部長に就任し、政府報道局長及び国家報道院総裁にも任命される。しかし、その後も対立は続き、ゲッベルスは東部戦線の報道に対して、自分の報道と食い違う内容を報道するディートリヒに怒り、「ヒトラーはディートリヒを解任するべきだ」と日記に記している。
1945年3月30日、ヒトラーにより全ての公職及び党内役職の地位を解任された。

### 死去
ドイツ敗戦後にはニュルンベルク継続裁判の一つ「大臣裁判」にかけられ、外務省報道局長だったパウル・カレルが証人として出廷した。1949年4月11日に懲役7年の判決を受け、ランツベルク刑務所に収監された。
1950年8月に駐ドイツ高等弁務官ジョン・J・マクロイの恩赦により釈放され、釈放後はDKVユーロサービスに就職し、1952年11月22日にデュッセルドルフで死去した。

## 『私が知るヒトラー』
ディートリヒはランツベルク刑務所収監中に回顧録を著し、その中でヒトラーとナチズムを厳しく批判している。第一章では政治家・軍人としてのヒトラーの指導力を批評し、第二章では第二次世界大戦前及び大戦中にディートリヒが間近で見たヒトラーの日常について書かれている。
2010年、回顧録は歴史家のロジャー・ムーアハウスにより『私が知るヒトラー』と題され、スカイホース出版から出版された。出版の際、ムーアハウスは「ディートリヒの批評は誠実に聞こえるが、彼はその時に何をしていたのか」と『私が知るヒトラー』を紹介している。

## キャリア

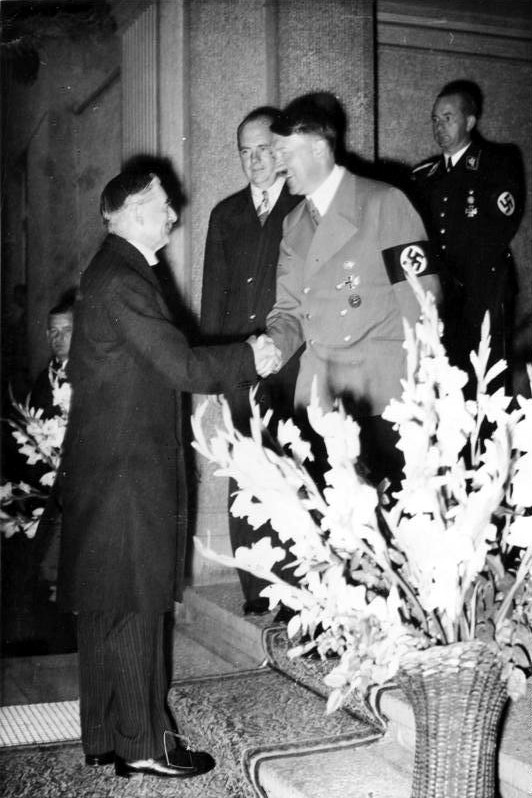
1938年、ヒトラーとチェンバレンの会談に同席するディートリヒ（右端）

### 階級
- 予備役少尉（1917年11月12日）
- 親衛隊上級大佐（1933年7月31日）
- 親衛隊少将（1934年1月1日）
- 親衛隊中将（1934年1月27日）
- 親衛隊大将（1941年4月20日）

### 受章
- 二級鉄十字章（1918年）
- 一級鉄十字章（1918年）
- 名誉十字章前線戦士章
- 金枠党員章（1936年11月9日）
- 勤続章（ドイツ語版）
  - ナチ党勤続章
    - 銅章
    - 銀章
- 親衛隊全国指導者名誉長剣（1937年12月1日）
- 親衛隊名誉リング（1937年12月1日）
- 親衛隊冬至祭燭台（ドイツ語版）（1935年12月16日）
- 古参闘士名誉章（1934年）